# Arcytophyllum macbridei
Arcytophyllum macbridei är en måreväxtart som beskrevs av Paul Carpenter Standley. Arcytophyllum macbridei ingår i släktet Arcytophyllum och familjen måreväxter. Inga underarter finns listade i Catalogue of Life.